# Kiściec syjamski
Kiściec syjamski, bażant syjamski (Lophura diardi) – gatunek dużego ptaka z rodziny kurowatych (Phasianidae). Zamieszkuje podzwrotnikowe lasy Półwyspu Indochińskiego, do wysokości około 800 m n.p.m. Nie wyróżnia się podgatunków. Długość ciała 60–80 cm. Odżywia się pokarmem roślinnym oraz zwierzęcym. Gniazdo buduje na ziemi przy drzewach.
Status
Międzynarodowa Unia Ochrony Przyrody (IUCN) od 2011 roku uznaje kiśćca syjamskiego za gatunek najmniejszej troski (LC – least concern), wcześniej – od 2000 roku miał on status „bliski zagrożenia” (NT – near threatened), a od 1994 roku klasyfikowany był jako gatunek narażony na wyginięcie (VU – vulnerable). Według danych szacunkowych, całkowita liczebność populacji zawiera się w przedziale 20–50 tysięcy osobników. Liczebność populacji spada, ale nie tak szybko, jak wcześniej sądzono, stąd zmiana przez IUCN kategorii zagrożenia. Do głównych zagrożeń dla gatunku należą utrata i degradacja siedlisk leśnych oraz polowania i chwytanie w pułapki.